# Andrew Toovey
Pour les articles homonymes, voir Toovey.
Andrew Toovey (né en 1962 à Londres) est un compositeur britannique.